# Тчев (станція)
Тчев (пол. Tczew) — залізнична станція польських залізниць, розташована в однойменному місті. Один з найважливіших залізничних вузлів Поморського воєводства. Згідно з класифікацією польських залізниць входить до числа станцій категорії Преміум.

## Залізничні лінії
- Лінія №9 Варшава-Східна – Гданськ-Головний
- Лінія №131 Хожув-Батори – Тчев
- Лінія №203 Тчев – Костшин
- Лінія №726 Тчев – Зайончково Тчевське
- Лінія №727 Тчев – Маліново
- Лінія №728 Тчев – Зайончково Тчевське
- Лінія №732 Тчев-Південь – Тчев-Вісла